# Sarcolaena humbertiana
Sarcolaena humbertiana – gatunek rodzaju Sarcolaena z rodziny Sarcolaenaceae. Występującego naturalnie na Madagaskarze, na terenie dawnej prowincji Antananarywa. 
Występuje na obszarze 0,0016 km².
Według Czerwonej Księgi jest gatunkiem krytycznie zagrożonym.